# Wanda Maximovová (Marvel Cinematic Universe)
Wanda Maximovová (v anglickém originále Maximoff) je fiktivní postava z franšízy Marvel Cinematic Universe, založená na stejnojmenné postavě z komiksů Marvel Comics. Ztvárnila ji Elizabeth Olsen. Wanda Maximovová je sokovijská uprchlice, která se spolu se svým bratrem Pietrem přihlásí k experimentům v Hydře. Hydra použije Kámen mysli pro zesílení jejích schopností telekinetiky, telepatie a manipulace s energií. Wanda se nejprve staví proti Avengers, ale později se k nim připojí a vytvoří si romantický vztah s Visionem. V seriálu WandaVision je odhaleno její alter ago Scarlet Witch.
Wanda Maximovová je jednou z hlavních postav MCU a poprvé se objevila ve filmu Captain America: Návrat prvního Avengera. Od prvního debutu se objevila také v dalších pěti filmech a dvou seriálech.

## Fiktivní biografie

### Dětství
Wanda Maximovová se narodila v roce 1989 v Sokovii ve východní Evropě. Vyrůstala se svým dvojčetem Pietrem a rodiči. S rodinou se dívali na americké sitcomy, které její otec prodával jako DVD boxy, aby si jejich rodina mohla procvičovat angličtinu v naději, že migrují do Ameriky. Wandini rodiče však byli během války zabiti, když raketa od Stark Industries zasáhla jejich byt a ona a Pietro uvízli uvnitř poškozené budovy na dva dny. Když Wanda a Pietro dospěli, dobrovolně se přihlásili do programu Hydry, na který dohlížel baron Wolfgang von Strucker. Vystavení dvojčat Kameni mysli jim poskytlo schopnosti – Wandě telekinezi, telepatii a ovládání energie a Pietrovi nadlidsky rychlý metabolismus.

### Připojení se k Avengers
V roce 2015 Wanda použije své telepatické schopnosti k zneškodnění Avengers, při jejich útoku na základnu Hydry. Krátce poté Ultron naverbuje Wandu a Pietra, aby pro něj pracovali. V Johannesburgu si Wanda podmaní většinu Avengers strašidelnými vizemi, což způsobí, že se Banner promění v Hulka a zničí město. Ultron poté cestuje do Soulu a použije syntetickou tkáň a Kámen mysli k vytvoření nového těla. Když se Ultron snaží nahrát svou mysl do těla, Wanda využije příležitosti, aby si konečně přečetla jeho myšlenky a objeví tak jeho plán na vyhubení lidstva. Wanda a Pietro se obrátí proti Ultronovi během následného boje s Avengers, aby získali nové tělo, a připojí se k Avengers. Poté, co Stark, Banner a Thor vytvoří Visiona, odchází Wanda a Pietro s ostatními Avengers do Sokovie, kde Ultron použil zbývající vibranium k sestrojení stroje, který zvedne velkou část hlavního města k nebi s úmyslem shodit jej zpátky, aby způsobil globální vyhynutí. Během boje se Wanda zhroutí, ale Barton ji povzbudí a následně se Wanda připojí k boji. Když je během boje Pietro zabit, Wanda opustí své místo, aby zničila Ultronovo primární tělo, což umožní jednomu z jeho dronů aktivovat stroj, ale Starkovi s Thorem se podaří město vyklidit a zničit létající část ještě před dopadem. Poté Avengers založí nový tým vedený Rogersem a Romanovovou, ve kterém je Wanda, Vision, James Rhodes a Sam Wilson.

### Konflikt mezi Avengery
V roce 2016 Rogers, Romanovová, Wilson a Maximovová zastaví Rumlowa v krádeži biologické zbraně z laboratoře v Lagos. Rumlow aktivuje bombu, když pokouší se zabít Rogerse, ale Wanda telekineticky zadrží explozi a vyhodí ji nahoru, přičemž omylem zabije několik Wakandanských humanitárních pracovníků. V důsledku toho ministr zahraničí Spojených států Thaddeus Ross informuje Avengers, že OSN se připravuje na schválení Sokovijských dohod, díky kterým budou Avengers kontrolovaní. Wanda je uvězněna Starkem, aby zůstala v základně, kde na ni dohlíží Vision. Rogers a Wilson jdou na pomoc Buckymu Barnesovi a pošlou Bartona, aby získal Wandu. Cestou vyzvednou Scotta Langa a setkají se s Rogersovým týmem na letišti v Německu, ale jsou zastaveni Starkovým týmem, kde bojují, dokud Romanovová nedovolí Rogersovi a Barnesovi uniknout. Wanda, Barton, Wilson a Lang jsou poté zajati a zadrženi v Raftu, dokud je Rogers neosvobodí.

### Infinity War a Endgame
V roce 2018 Wanda a Vision spolu žijí Edinburghu. Během noci je však přepadne Midnight a Glaive, vyslaní od Thanose, aby získali Kámen mysli. Rogers, Romanovová a Wilson je zachrání a vezmou je do základny Avengers. Později, zatímco Shuri pracuje na extrahování Kamene mysli z Visiona, Wanda má za úkol zůstat a hlídat Visiona, dokud Kámen nebude pryč. Poté, co Outrideři napadnou a porazí Avengers na bitevním poli, Wanda opustí své místo, aby pomohla Avengers. Po boji, když přijde Thanos je nucena zničit Kámen mysli a Visiona, ale její plán selže, protože Thanos použije Kámen času, aby zvrátil její činy, a vyrve opravený Kámen mysli z Visionova čela, čímž ho zabije. Thanos aktivuje dokončenou rukavici nekonečna, luskne prsty a Wanda se rozpadne.
O pět let později je Wanda obnovena k životu a přijde pomoci do závěrečné bitvy proti Thanosovi. Wanda pomůže Danversové, když se snaží dopravit rukavici nekonečna do kvantového tunelu. Během boje se také sama postaví Thanosovi a úspěšně ho porazí, ale Thanos ji následně odhodí.

### Život ve Westview

#### Sitcom WandaVision a Hex
Po třech týdnech od bitvy s Thanosem přijde Wanda do základny S.W.O.R.D.u, aby vyzvedla Visionovo tělo, ale Tyler Hayward, ředitel S.W.O.R.D.u, jí ukáže, jak je Vision demontován. Odjíždí proto na předměstí Westview v New Jersey, aby si prohlédla volný pozemek, který Vision koupil v roce 2018. Wanda, přemožená žalem, omylem vytvoří vlny chaosu, které promění Westview ve falešnou realitu na téma sitcomu, odříznutou od vnějšího světa šestihrannou bariérou. Zhmotní novou verzi Visiona, která postrádá jakékoli předchozí vzpomínky a začne žít v Hexu.
Wanda se pokouší spřátelit se svými sousedy, brzy otěhotní a setká se s Monicou Rambeau, která se nechala pohltit Hexem. Rambeau pomáhá Wandě porodit dvojčata Tommyho a Billyho, nicméně během následujícího rozhovoru, když se Wanda zmíní o Pietrovi, Rambeau jí řekne o jeho smrti. Wanda si všimne na Rambeauové přívěsku S.W.O.R.D.u a telekineticky ji vyhodí z Westview.

#### S.W.O.R.D.
Poté co Wanda vyhodila Rembauovou z Hexu, S.W.O.R.D. pošle dron, vyzbrojený raketou, do Westview ve snaze zabít Wandu. Rozzuřená Wanda opustí Hex, varuje Haywarda, aby ji nechal na pokoji. Zpět ve Westview se Wanda dostane do ostré hádky s Visionem, když Vision zjistí pravdu. Hádka je přerušena, když se objeví muž, který tvrdí, že je Pietro. Později, když se Wanda dozví, že Vision prolomil bariéru Hexu a umírá, rozšíří Wanda Hex, aby mu zachránila život, přičemž zároveň pohltí tábor S.W.O.R.D.u.

#### Bitva o Westview
Po rozšíření Hexu Wanda začíná ztrácet kontrolu nad změněnou realitou a začíná se mentálně hroutit. Je pobouřena, když ve Westview znovu vidí Rambeauovou, která se ji ale pokouší varovat před Haywardem, protože objevila důkazy, že Hayward hodlá oživit Vision jako zbraň. Nemohou mluvit dál, protože je vyruší Wandina sousedka Agnes a vezme Wandu do jejího domu. Ve skutečnosti ji však nalákala do sklepa, kde odhalila svou pravou identitu čarodějky Agathy Harknessové. Agatha uvede Wandu do transu a vede Wandu její minulostí. Je nucena znovu prožít své vzpomínky na traumata a na to, co během svého života ztratila smrtí svých rodičů, Pietrovou smrtí, Visionem a novým domovem u Avengers. Agatha ji osvobodí z transu a Wanda opustí svůj dům, ale najde Aghatu, jak drží Tommyho a Billyho v zajetí na ulici. Agatha se vysmívá Wandě za to, že nezná celý rozsah svých vlastních schopností, než prozradí, že její síly jsou ve skutečnosti magií chaosu, což z Wandy dělá nechvalně známou Scarlet Witch, schopnou spontánně měnit realitu a spojovat dohromady četná kouzla na vysoké úrovni. Po osvobození svých dětí je Wanda oklamána a napadena reaktivovaným skutečným Visionem, kterého poslal Hayward, aby ji zabil, ale Wandin Vision z Hexu ho odrazí.
Agatha osvobodí obyvatele Westview z kontroly, na což Wanda neví jak zareagovat, ztratí kontrolu nad svými schopnostmi a skoro je udusí. Wanda, zděšená uvědoměním si toho, co udělala, začne ničit Hex, ale obnoví ho, když Vision, Tommy a Billy začnou mizet. Agenti S.W.O.R.D.u a Hayward infiltrují Westview, a poté, co na ně zaútočí Agatha, je Wanda zachrání a pronásleduje ji na vrchol budovy.
Agatha převezme kontrolu a snaží se přesvědčit Wandu, aby se vzdala svých schopností. Wanda ale naopak vezme všechny její schopnosti. Wanda nakonec prohlásí svou pravou identitu jako Scarlet Witch a uvězní Agathu ve Westview jako Agnes. Zničí Hex a v slzách se loučí s Tommym, Billym a Visionem. Stojí na prázdném pozemku, vejde na náměstí pod nenávistným pohledem obyvatel Westview a setká se s Rambeauovou. Wanda se omlouvá za bolest, kterou způsobila, a přísahá, že lépe pochopí své síly. Wanda odletí z Westview pryč, do horské chaty v přírodě, daleko od lidí. Tam studuje Darkhold, knihu od Agathy, aby se dozvěděla více o svých silách, než uslyší své syny volat o pomoc, což ji vyděsí.

### Darkhold
Koncem roku 2024, poté co si nastudovala Darkhold zjistila, že v multivesmíru existují alternativní verze jejích synů. 
Poté, co se Wanda dozvěděla o Americe Chavezové a o jejích schopnostech cestovat multivesmírem, tajně za ní pošle démony, aby převzali její schopnosti. Poté, co Stephen Strange vyhledá Wandinu pomoc při ochraně Chavezové, prozradí Wanda omylem, že dívku zná a vysvětlí mu své plány. Strange odmítne dát Chavezovou Wandě, a ta tak zaútočí na Kamar-Taj. Během útoku Chavezové omylem pošle sebe a Strange do alternativní reality Země-838. Při pronásledování dvojice se Wanda snaží použít kouzlo „dream-walking“, díky kterému se může vtělit do svých alternativních verzí, ale přeživší čarodějka Sara se obětuje, aby zničila komnatu kde se nachází Wanda a přerušila tak její kouzlo. Wanda však přinnutí Wonga, aby ji zavedl do chrámu zasvěceného Darkholdu na vrcholu hory Mount Wundagore, původního zdroje kouzel Darkholdu.
Pomocí chrámu Wanda obnoví svoje kouzlo a úspěšně se zmocní těla svého protějšku ze Země-838. Pronikne do sídla Iluminátů a většinu z nich zabije, zatímco Strange a Chavezová s pomocí Christine Palmerové-838 uniknou. Společně vstoupí do prostoru mezi vesmíry, aby našlo Knihu Vishanti, protiklad Darkholdu, ale objeví se Wanda, knihu zničí a převezme Chavezové mysl, přičemž pošle Strange a Palmerovou do vesmíru po invazi.
Mezitím na hoře Wundagore začne Wanda absorbovat Chavezové schopnosti, ale je konfrontována dream-walking Strangem, který Chavezovou povzbuzuje, aby v sebe věřila a použila své schopnosti k tomu, aby přivedla Wandu na Zemi-838. Mezitím Wanda, která se stále nachází v alternativním protějšku sebe sama vyděsí Tommyho a Billyho, když se před nimi objeví. Chlapci utíkají před „čarodějnicí“ a křičí po své skutečné matce. Výsledkem je, že se Wanda vymaní z kontroly Darkholdu a zhroutí se žalem. Po návratu na Zemi-616 nechá Wanda Chavezovou a Wonga odejít, než použije své síly ke zničení chrámu spolu se všemi kopiemi Darkholdu napříč multivesmírem, přičemž se obětuje.

## Alternativní verze

### Co kdyby…?

#### Zombie
V alternativním roce 2018 je Wanda mezi Avengers, kteří se nakazí kvantovým virem a promění se v zombie. Vision ji proto odveze do tábora Lehigh, kde se ji pokusí vyléčit pomocí Kamene mysli. Poté, co ji objeví Barnes, se Wanda osvobodí a zaútočí na skupinu přeživších a zabije Kurta a Okoye, a pustí do boje proti Hulkovi.

#### Strážci Multiversmíru
O něco později Doctor Strange Supreme transportuje zombie do vesmíru, ve kterém byli Strážci Multivesmíru, s úmyslem použít Wandu jako rozptýlení pro Ultrona. Wanda zaútočí na Ultrona, ale je zabita poté, co Ultron použije plnou sílu Kamenů nekonečna k vyhlazení planety.

## Výskyt

### Filmy
- Captain America: Návrat prvního Avengera (potitulková scéna)[6]
- Avengers: Age of Ultron
- Captain America: Občanská válka
- Avengers: Infinity War
- Avengers: Endgame
- Doctor Strange v mnohovesmíru šílenství[14]

### Seriály
- WandaVision
- Co kdyby…? [15]